# Ruth Kelly
Ruth Kelly, född 9 maj 1968 i Limavady i County Londonderry i Nordirland, är en brittisk Labourpolitiker.

## Biografi
Ruth Kelly var parlamentsledamot för valkretsen Bolton West från 1997 till 2010. Hon blev utbildningsminister 15 december 2004, då hon efterträdde Charles Clarke. Hon blev därmed den yngsta kvinnan någonsin i det brittiska kabinettet. I maj 2006 blev hon kommunminister och jämställdhetsminister, och i juni 2007 transportminister. Hon lämnade regeringen i oktober 2008.
Ruth Kelly har studerat vid The Queen's College, Oxford samt London School of Economics och har varit ekonomijournalist på tidningen The Guardian.